# Mâconnais (kaas)
De Mâconnais is een Franse kaas die gemaakt wordt in de Bourgogne.
De producenten van de Mâconnais hebben gezamenlijk een AOC-keur aangevraagd voor de Fromages de Chèvre Charolais et Mâconnais. Doel is de traditionele kazen te beschermen. Dit impliceert dat er strikte eisen gesteld worden aan de ruimte voor de geiten (maximaal 10 per hectare land) en hun voedsel (uitsluitend afkomstig uit de regio). De kaas moet gemaakt worden van volle rauwe geitenmelk. Het hele productieproces voor de kazen is duidelijk omschreven in de AOC-aanvraag.
De geitenmelk wordt zeer licht aangezuurd, met als gevolg een langzame stremming, 18 tot 36 uur. De wrongel wordt vervolgens in vormen met gaatjes gedaan, waar deze verder uitlekt. Dit in de vormen doen is een handeling die omzichtig uitgevoerd moet worden, om de homogeniteit van de kaasmassa te beschermen, de kaas wordt niet verder onder druk gebracht in de vormen. De kaas zal 24 uur uitlekken in de vorm bij 18 tot 22°C, en in die tijd wordt de kaas ook gezouten.

Uit de vormen moet de kaas volgens traditie eerst in de open lucht, in de schaduw drogen. Daarna gaat de kaas naar de droogzolders of rijpingsruimtes, waar deze bij een temperatuur van 8 tot 12°C en een vochtigheidsgraad tussen de 70 en 90% te rijpen wordt gezet. De kaas ontwikkelt een natuurlijke ofwel crèmekleurig ofwel wit- en blauwkleurig beschimmelde korst, de kaasmassa van de Mâconnais dient glad en wit te zijn.